# Dujiadi
Dujiadi (kinesiska: 杜家地, 杜家地乡) är en socken i Kina. Den ligger i den autonoma regionen Inre Mongoliet, i den norra delen av landet, omkring 620 kilometer öster om regionhuvudstaden Hohhot.
Genomsnittlig årsnederbörd är 511 millimeter. Den regnigaste månaden är juni, med i genomsnitt 143 mm nederbörd, och den torraste är februari, med 4 mm nederbörd.